# OptiPNG
OptiPNG es un programa optimizador de imágenes en formato PNG liberado bajo licencia zlib/libpng, que vuelve a comprimir los archivos de imagen PNG a un tamaño más pequeño, sin pérdida de información. Adicionalmente es capaz de corregir archivos PNG erróneos.
En términos prácticos, un documento PNG se puede grabar como otro PNG ocupando alrededor del 30% menos de espacio, sin que la imagen sufra cambio alguno. Es utilizado por webmasters para reducir el tamaño de una página web.
Este programa también convierte formatos externos (BMP, GIF, PNM y TIFF) a PNG optimizados.

## Otros programas similares
- AdvanceCOMP, a veces consigue mejor compresión que OptiPNG
- rOptiPNG una modificación de OptiPNG que puede optimizar múltiples directorios recursivamente. Esto hace más sencillo el trabajo cuando tenemos muchas imágenes en diferentes directorios, como en una página web.